# Bananas
| 평가 점수 | 평가 점수 |
| 출처      | 점수      |
| --------- | --------- |
| AllMusic  | [ 1 ]     |

《Bananas》는 영국의 하드 록 밴드 딥 퍼플의 열일곱 번째 스튜디오 음반으로, 2003년 9월 9일, EMI 레코드를 통해, 10월 7일 미국의 생츄어리 레코드를 통해 발매되었다. 이 음반은 창립 멤버 존 로드의 후임으로 돈 에어리가 오르간과 키보드에 참여한 첫 번째 음반이다.

## 배경
이 음반은 2003년 1월과 2월에 로스앤젤레스에서 녹음되었다. 이 음반은 또한 베스 하트가 피처링한 곡 〈Haunted〉와 함께 1972년 독일에서 열린 〈Woman from Tokyo〉의 수록곡에서 길런이 아닌 다른 백 보컬을 사용한 최초의 이언 길런의 프론트 딥 퍼플 음반으로도 유명하다. 이 음반에는 기타리스트 스티브 모스가 추락 소식을 듣고 쓴 컬럼비아 우주왕복선 우주 비행사들의 짧은 느린 레퀴엠인 〈Contact Lost〉가 포함되어 있다.
음반 커버에 있는 사진은 밴드의 매니저인 브루스 페인이 찍은 것이다.
《Bananas》는 특히 유럽과 남미(특히 독일과 아르헨티나)에서 미디어 노출이 부족함에도 불구하고 좋은 성적을 거두었다.

## 곡 목록
모든 곡들은 특별한 언급이 없는 한 이언 길런, 로저 글로버, 스티브 모스, 돈 에어리 그리고 이언 페이스에 의해 작사/작곡하였다.
| #   | 제목                     | 작사·작곡                                    | 재생 시간 |
| --- | ------------------------ | -------------------------------------------- | --------- |
| 1.  | 〈House of Pain〉        | 길런, 마이클 브래드퍼드                      | 3:34      |
| 2.  | 〈Sun Goes Down〉        |                                              | 4:10      |
| 3.  | 〈Haunted〉              |                                              | 4:22      |
| 4.  | 〈Razzle Dazzle〉        |                                              | 3:28      |
| 5.  | 〈Silver Tongue〉        |                                              | 4:03      |
| 6.  | 〈Walk On〉              | 길런, 브래드퍼드                             | 7:04      |
| 7.  | 〈Picture of Innocence〉 | 길런, 글로버, 모스, 존 로드, 페이스          | 5:11      |
| 8.  | 〈I Got Your Number〉    | 길런, 글로버, 모스, 로드, 페이스, 브래드포드 | 6:01      |
| 9.  | 〈Never a Word〉         |                                              | 3:46      |
| 10. | 〈Bananas〉              |                                              | 4:51      |
| 11. | 〈Doing It Tonight〉     |                                              | 3:28      |
| 12. | 〈Contact Lost〉         | 모스                                         | 1:27      |

## 인증
| 국가                       | 인증 | 판매량/출하량 |
| -------------------------- | ---- | ------------- |
| 러시아 (NFPF)              | 골드 | 10,000*       |
| *판매량을 기반으로 한 인증 |      |               |